# Maxim Leitsch
Maxim Leitsch (Essen, 18 mei 1998) is een Duits voetballer die doorgaans speelt als centrale verdediger. In juli 2022 verruilde hij VfL Bochum voor Mainz 05.

## Clubcarrière
Leitsch speelde in de jeugd van Essener SG 99/06 en SG Wattenscheid 09, voor hij in 2008 terechtkwam in de jeugdopleiding van VfL Bochum. Hier maakte hij op 10 december 2016 zijn professionele debuut, toen met 1–0 gewonnen werd van 1860 München in de 2. Bundesliga door een doelpunt van Russell Canouse. Leitsch mocht van coach Gertjan Verbeek in de basis beginnen en hij werd negen minuten voor tijd met een blessure naar de kant gehaald ten faveure van Gökhan Gül. Leitsch zette in augustus 2018 zijn handtekening onder een nieuwe verbintenis bij Bochum, die zou lopen tot en met het seizoen 2021/22. Zijn eerste doelpunt maakte de verdediger op 5 juni 2020, thuis tegen FC St. Pauli. Nadat Robert Žulj de score al had geopend, zorgde Leitsch zeventien minuten voor het einde van de wedstrijd voor de beslissende 2–0. Met Bochum promoveerde hij in het seizoen 2020/21 naar de Bundesliga. Na een seizoen op het hoogste niveau werd Leitsch voor een bedrag van circa drieënhalf miljoen euro overgenomen door Mainz 05, waar hij zijn handtekening zette onder een verbintenis voor de duur van vier seizoenen.

## Clubstatistieken
| Seizoen | Club       | Competitie    | Competitie | Competitie | Beker | Beker | Internationaal | Internationaal | Totaal | Totaal |
| Seizoen | Club       | Competitie    | Wed.       | Dlp.       | Wed.  | Dlp.  | Wed.           | Dlp.           | Wed.   | Dlp.   |
| ------- | ---------- | ------------- | ---------- | ---------- | ----- | ----- | -------------- | -------------- | ------ | ------ |
| 2016/17 | VfL Bochum | 2. Bundesliga | 2          | 0          | 0     | 0     | —              | —              | 2      | 0      |
| 2017/18 | VfL Bochum | 2. Bundesliga | 10         | 0          | 1     | 0     | —              | —              | 11     | 0      |
| 2018/19 | VfL Bochum | 2. Bundesliga | 8          | 0          | 1     | 0     | —              | —              | 9      | 0      |
| 2019/20 | VfL Bochum | 2. Bundesliga | 15         | 1          | 0     | 0     | —              | —              | 15     | 1      |
| 2020/21 | VfL Bochum | 2. Bundesliga | 33         | 0          | 2     | 0     | —              | —              | 35     | 0      |
| 2021/22 | VfL Bochum | Bundesliga    | 19         | 1          | 3     | 0     | —              | —              | 22     | 1      |
| 2022/23 | Mainz 05   | Bundesliga    | 9          | 0          | 1     | 0     | —              | —              | 10     | 0      |
| 2023/24 | Mainz 05   | Bundesliga    | 7          | 0          | 1     | 0     | —              | —              | 8      | 0      |
| 2024/25 | Mainz 05   | Bundesliga    | 4          | 1          | 1     | 0     | —              | —              | 5      | 1      |
| Totaal  | Totaal     | Totaal        | 107        | 3          | 10    | 0     | 0              | 0              | 117    | 3      |

Bijgewerkt op 3 oktober 2024.

## Erelijst
| 2. Bundesliga | 1 | 2020/21 |